# Redeeming Love
Redeeming Love er en amerikansk stumfilm fra 1916 af William Desmond Taylor.

## Medvirkende
- Kathlyn Williams som Naomi Sterling
- Thomas Holding som John Bancroft
- Wyndham Standing som Hugh Wiley
- Herbert Standing som James Plymouth
- Jane Keckley som Tante Jessica